# Estadi Francisco Artés Carrasco
El Francisco Artés Carrasco és l'estadi de futbol on juga el Lorca CF i el CF Lorca Deportiva. Va ser inaugurat el 6 de març de 2003. Les dimensions del camp de futbol són de 105 x 70 metres, i té una capacitat per a 8.120 espectadors.